# 斯維德尼齊亞
49°59′33″N 23°11′34″E / 49.99250°N 23.19278°E
斯維德尼齊亞（烏克蘭語：Свидниця），是烏克蘭的村落，位於烏克蘭西部利沃夫州，由亞沃里夫區負責管轄，處於加特卡河畔，始建於1332年，面積1.52平方公里，海拔高度213米，人口501。